# Silvanus (pretoriaanse prefect)
Silvanus (zoals Zosimus hem noemde) of Albanus (naar  Zonaras) was een Romeins militair die in het midden van de derde eeuw na Christus leefde en die tijdens het bewind van keizer Valerianus en zijn mede-keizer Gallienus kort op de voorgrond trad. Algemeen wordt aangenomen dat hij onder Gallienus  pretoriaanse prefect is geweest.
De bronnen vertellen ons dat hij door Saloninus' vader, keizer Gallienus, werd aangesteld als beschermer van de jonge Caesar Saloninus. Dit lijkt waarschijnlijk te betekenen dat hij een sturende invloed uitoefende op zijn jonge beschermeling als hij de keizerlijke dynastie in de regering van de Gallische provincies vertegenwoordigde. In dit opzicht kan Silvanus/Albanus worden vergeleken met Ingenuus, die eerder in de jaren 250, voor Saloninus' oudere broer, de Caesar Valerianus, een soortgelijke functie, in loco Parentis, lijkt te hebben uitgeoefend. Hij zou deze functie niet hebben gekregen als hij niet een doorgewinterde soldaat en administrator was geweest, maar dat wil niet zeggen dat hij Gallienus' pretoriaanse prefect is geweest.
Pretoriaanse prefect of niet, in 260 kreeg Silvanus/Albanus een geschil met Postumus over de verdeling van de buit die onder auspiciën van Postumus na een gevecht was afgenomen van een groep Germaanse raiders die op de terugweg waren uit het Romeinse Rijk. Postumus' leger ontstak in woede en riep Postumus vervolgens tot keizer uit. Zij vielen Silvanus/Albanus en de jonge Caesar Saloninus in Keulen aan. Het duo werd uiteindelijk door de burgers van Keulen uitgeleverd en vervolgens door de legionnairs van Postumus gedood.

## Voetnoten
1. ↑  (en)  Zosimus Ed.Ludwig Mendelsohn, Trans. J. Buchanan and H.T. Davis (1967). 'Historia Nova', i.38. Trinity University Press, San Antonio, Texas.
2. ↑  (en)  Ioannes Zonaras, Ed. Maurice Pinder (1844). 'Annales' xii 24, Vol. 2, blz. 597 f.. Bonn.